# 邊境戰役 (波蘭戰役)
边境战役指的是发生在第二次世界大戰波蘭戰役最初几天里的一系列战役。这一系列战役最终以德方胜利告终，波军部队或被歼灭，或被迫后撤。